# Hankey
Pour les articles homonymes, voir Hankey (homonymie).
Hankey est une localité située dans la municipalité locale de Kouga, dans le district de Sarah Baartman, province du Cap-Oriental, en Afrique du Sud. En 2011, sa population est de 11 761 habitants.